# モライア・ピーターズ
モライア・ピーターズ（英語: Moriah Castillo Peters、1992年10月2日 -）は、アメリカのシンガーソングライター、女優。現在はMŌRIAHやモライア・スモールボーン（英語: Moriah Smallbone）としても活動する。

## 経歴
1992年カリフォルニア州ポモナで生まれ、同州のチノとオンタリオで育つ。幼いころからギターに親しみ、13歳で作曲を始める。
一時は弁護士になるべく、高校でGPA4.1を取得しカリフォルニア州立大学フラトン校への奨学金を獲得するも、音楽の道へ進むべきとの啓示を受けクリスチャン・ミュージックの歌手になることを選択する。
高校生最後の年、母の勧めでアメリカン・アイドルのオーディションに参加する。サイモン・コーウェル、ランディ・ジャクソン、アヴリル・ラヴィーンら審査員からの評価は芳しくなく、特に人生経験の少なさが指摘され、音楽活動を開始する前に男子とのキスを済ませるべきだとのアドバイスまで飛び出した。しかしピーターズは自らの信仰心に従いこれらの意見を無視することとした。オーディションの後、ピーターズの信心深さに感心した見知らぬ観客が、コンテンポラリー・クリスチャン・ミュージックのトリオであるシエラ の一人であるウェンディ・フォイにピーターズを引き合わせた。フォイは3曲のデモの作成に協力し、レコード会社の紹介も行った。最終的にピーターズはリユニオン・レコーズ と契約を結んだ。
2012年4月17日にはデビュー・アルバム『I Choose Jesus 』をリリース。このアルバムの制作では、自身の家族や自身とキリストとの関係、高校での聖書の勉強会を通じて知り合った自らより若い女子との交友などをもとに50以上の曲を書く。
2014年7月15日には2枚目のアルバム『Brave』をリリース。
音楽活動と並行して俳優活動も開始。2017年公開の映画『Because Of Gracia』では主演を務める。

## 人物
テネシー州ナッシュビル在住。2013年にジョエル・スモールボーンと結婚。
幼少期にはその低い独特な声からカエルのような声と友人に囃されていたこともあり自身の声を嫌っていたが、ジャシー・ベラスケスを聞いて自信を得たと語っている。この他、ジャズ・ベースを趣味とする父の影響で、チャカ・カーンやスティーヴィー・ワンダー、スティーリー・ダンなどから音楽的な影響を受ける。

## ディスコグラフィ

### アルバム
| タイトル                       | アルバム詳細                                                                   | チャート最高位 | チャート最高位 |
| タイトル                       | アルバム詳細                                                                   | US Christ.     | US Heat.       |
| ------------------------------ | ------------------------------------------------------------------------------ | -------------- | -------------- |
| I Choose Jesus                 | - 発売日: 2012年4月17日 - レーベル: Reunion Records - 形式: CD、配信           | 23             | 11             |
| Brave                          | - 発売日: 2014年7月15日 - レーベル: Reunion/Essential Records - 形式: CD、配信 | 9              | –              |
| "—" はチャート圏外を意味する。 |                                                                                |                |                |